# 長野県道329号原木戸安曇追分停車場線
長野県道329号原木戸安曇追分停車場線（ながのけんどう329ごう はらきどあずみおいわけていしゃじょうせん）は、長野県北安曇郡池田町原木戸を起点とし、安曇野市穂高北穂高追分を終点とする一般県道。南西に向かい道路が走っている。ほぼ直線の道路。

## 概要

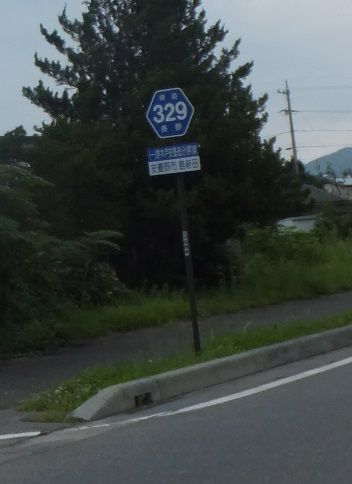
本道の標識
安曇野市穂高北穂高で撮影

### 路線データ
- 起点：北安曇郡池田町原木戸（渋田見交差点、長野県道51号大町明科線交点）
- 終点：安曇野市穂高北穂高字追分（大糸線 安曇追分駅）

## 接続・交差する道路
- 長野県道51号大町明科線
- 長野県道306号有明大町線新道
- 国道147号（一部重複）

## 周辺
- 大糸線 安曇追分駅